# Protocole B92
 (avril 2020).
Le protocole B92 est, en théorie de l'information quantique, un mécanisme d'échange quantique de clé.
Le protocole B92 est une technique dérivée du protocole BB84, créé en 1992 par Charles Benett.

## Polarisation et incertitude
Les photons peuvent être polarisés de différentes manières. On peut déterminer la polarisation d'un photon, ou la fixer s'il est dans un état superposé, en le faisant passer par des polariseurs (comme un cristal de calcite), dont le chemin de sortie, parmi deux possibles, dépend de sa polarisation. Le polariseur peut être incliné de différentes manières. Ici, nous ne retiendrons que deux modes : le mode droit R et le mode diagonal D (inclinaison à 45°).
Le principe d’indétermination établit une cote pour la quantité d’information, non pas que nous puissions mesurer d’une donnée observable, mais que nous pouvons extraire simultanément de deux données observables incompatibles d’un système physique. Des données observables incompatibles (ou complémentaires) sont des données pour lesquelles l’ordre de mesure change possiblement les résultats de leur mesure obtenus. Une conséquence très importante est le théorème de non-duplication quantique : qualitativement, comme on ne peut accéder à toute l’information des données incompatibles, on ne peut la dupliquer. En effet, si l'on pouvait la dupliquer, on pourrait alors mesurer simultanément deux propriétés incompatibles, sans limite et indépendamment sur chacune des copies, ce qui est contraire au principe d’incertitude d’Heisenberg,.

## L'échange de la clef
Sommairement, dans ce protocole, Alice ne va garder que les photons qui, après être passés dans le polariseur, seront dans un certain état de polarisation et Bob ne gardera que les autres. Par exemple, Alice ne gardera que les état → et ↘ et choisira que → ≡ 0Q et que ↘ ≡ 1Q. Bob ne gardera que les états ↑ et ↗ et choisira ↗ ≡ 0Q et ↑ ≡ 1Q. Alice et Bob considèrent une paire de directions non perpendiculaires d’états. De fait, on aura le tableau suivant :
| Photon n° :                       | 1   | 2   | 3   | 4   | 5   | 6   | 7   | 8   | 9   | 10  | 11  |
| État de polarisation pour Alice : | →   | ↗   | →   | →   | ↘   | →   | ↑   | ↘   | ↘   | ↘   | ↗   |
| Envoi du qubit :                  | Oui | Non | Oui | Oui | Oui | Oui | Non | Oui | Oui | Oui | Non |
| Qubit associé par Alice :         | 0Q  | _   | 0Q  | 0Q  | 1Q  | 0Q  | _   | 1Q  | 1Q  | 1Q  | _   |

Ainsi, Bob ne recevra que les photons 1, 3, 4, 5, 6, 8, 9 et 10 :
| Photon n° :                                | 1   | 3                     | 4                     | 5                     | 6                     | 8                     | 9   | 10                    |
| État de polarisation pour Alice :          | →   | →                     | →                     | ↘                     | →                     | ↘                     | ↘   | ↘                     |
| Qubit associé par Alice :                  | 0Q  | 0Q                    | 0Q                    | 1Q                    | 0Q                    | 1Q                    | 1Q  | 1Q                    |
| Mode de polarisation de Bob :              | R   | D                     | D                     | R                     | D                     | R                     | D   | R                     |
| Probabilité que Bob lise le qubit :        | 0 % | 50 %                  | 50 %                  | 50 %                  | 50 %                  | 50 %                  | 0 % | 50 %                  |
| Polarisation mesurée par Bob s'il le lit : | _   | ↗                     | ↗                     | ↑                     | ↗                     | ↑                     | _   | ↑                     |
| Qubit retenu :                             | Non | Oui à 50 %, ou non-lu | Oui à 50 %, ou non-lu | Oui à 50 %, ou non-lu | Oui à 50 %, ou non-lu | Oui à 50 %, ou non-lu | Non | Oui à 50 %, ou non-lu |
| Qubit associé :                            | _   | 0Q à 50 %, ou non-lu  | 0Q à 50 %, ou non-lu  | 1Q à 50 %, ou non-lu  | 0Q à 50 %, ou non-lu  | 1Q à 50 %, ou non-lu  | _   | 1Q à 50 %, ou non-lu  |

En effet, si le mode de polarisation de Bob est le même que celui d’Alice, alors les qubits qu’envoie Alice ne seront pas lus par Bob car les états qu’il mesurera ne seront pas ceux qu’il a choisis. En revanche, si le mode de polarisation choisi par Bob est différent de celui d’Alice, il y aura une chance sur deux qu’il lise le qubit associé, selon que s’il ressort par le canal de polarisation qu’il a retenu pour ce mode ou pas. Si c’est le cas, le qubit est déterminé : pour Bob, si le mode est droit, le qubit sera forcément 1Q et s’il est diagonal, il sera 0Q. Or si le mode de polarisation de Bob pour un photon retenu par Alice est diagonal, si Bob gardera un qubit, il sera forcément 0Q, et comme la polarisation d’Alice sera forcément droite, le qubit d’Alice sera dans tous les cas 0Q, comme pour Bob. Et vice-versa.
Il y a une chance sur deux qu’Alice envoie son qubit, une chance sur deux que Bob ait l’orientation complémentaire et un chance sur deux, encore, que le photon soit retenu par Bob. On est donc à sept huitièmes des photons créés, et les trois quarts de ceux envoyés par Alice, qui seront jetés : il y a plus de gaspillage que pour le protocole BB84. Pour avoir la clef secrète, il suffit alors à Bob de communiquer quels sont les photons qu’il a pu lire, en nommant leur rang dans la séquence d’apparition initiale, ou dans celle envoyée par Alice.

## Détection de l'espionnage
La détection d'un éventuel espionnage se fait par le même biais que pour le protocole BB84 : si espionnage il y a, alors il y aura introduction d'erreurs détectables lors du contrôle d’un échantillon test.
En effet, nommons Eva l’espionne. Elle procède par interception de la clef. Or, comme on le verra, le principe d’indétermination d'Heisenberg et l’effondrement quantique vont garantir que si Eva espionne, alors elle laissera une trace détectable.
Alice et Bob possèdent donc leur clef. Pour vérifier s’il y a eu espionnage ou introduction d’erreurs ou pas, parmi les bits en coïncidence, ils vont se communiquer une sélection aléatoire de ces bits par un canal classique. Ils se mettent d’accord et comparent leurs résultats : ils doivent être les mêmes.

### Introduction d'une erreur
L’introduction d’une erreur peut être due à deux évènements.

#### L'erreur en lien avec l'espionnage
Le premier évènement pouvant introduire une erreur est qu’Eva ait espionné leur échange de clef et interceptant les photons envoyés par Alice à Bob. Si cela advient, elle mesurera les photons et ce faisant fixera certains états de ceux-ci. En quelque sorte, elle prend la place de Bob : elle a aussi à choisir une orientation parmi les deux possibles et aura alors soit toutes les chances d’avoir le photon dans le même état polarisé qu’Alice, et ainsi avoir le même qubit finalement, ou elle n’aura qu’une seule chance sur deux d’avoir le même qubit qu’Alice. 
Ensuite, Bob à son tour reçoit les photons. Si c’est un photon qu’Eva a mesuré avec la même orientation de polariseur qu’Alice, ce qui a une chance sur deux d’arriver, et que Bob le mesure avec la même orientation, alors Bob aura le même résultat. Si Bob le mesure avec l’autre orientation, Bob aura aléatoirement l'un ou l’autre des deux états possibles. Si c’est un photon qu’Eva n’a pas mesuré avec la même orientation de polariseur qu’Alice, elle fixera donc un état pour cette orientation. Si Bob mesure le photon avec la même orientation qu’Eva, alors il aura la même orientation qu’Eva. Dans le cas où les modes de polarisation d’Alice et de Bob sont les mêmes et où celui d’Eva diffère, quand Eva va mesurer le photon, on dit qu’elle va forcer l’état du photon : le principe de non-clonage nous empêchant d’extraire toute l’information du photon, comme Eva mesure l’autre mode de celui mesuré par Alice, Eva fixe un état parmi la superposition du mode qu’elle a mesuré et à ce moment-là, les états du mode mesuré par Alice retrouvent un état de superposition. Ainsi, Bob mesurera aléatoirement l’état qu’Alice a mesuré ou l’autre état superposé du même mode. Ainsi, alors que leur mode sont les mêmes, ils auront peut-être des qubits différents et alors, lors du contrôle, ils ne coïncideront pas forcément : l’erreur introduite par Eva sera alors repérée, ils jetteront la clef et recommenceront le protocole pour en échanger une nouvelle.
Voici un exemple :
| Photon n° :                                                      | 1                      | 2                      | 3                      | 4                      | 5          | 6                      | 7                      | 8                      | 9                      | 10                     |
| Mode du polariseur d’Alice (R pour droit et D pour diagonal) :   | R                      | D                      | R                      | D                      | R          | D                      | R                      | R                      | D                      | D                      |
| Qubit associé après polarisation d’Alice :                       | 0Q                     | 0Q                     | 0Q                     | 0Q                     | 1Q         | 0Q                     | 1Q                     | 0Q                     | 1Q                     | 1Q                     |
| Mode de polarisation d’Eva :                                     | D                      | R                      | D                      | D                      | R          | R                      | R                      | D                      | D                      | R                      |
| Qubit associé par Eva :                                          | 0Q à 50 % ou 1Q à 50 % | 0Q à 50 % ou 1Q à 50 % | 0Q à 50 % ou 1Q à 50 % | 0Q à 100 %             | 1Q à 100 % | 0Q à 50 % ou 1Q à 50 % | 1Q à 100 %             | 0Q à 50 % ou 1Q à 50 % | 1Q à 100 %             | 0Q à 50 % ou 1Q à 50 % |
| Mode du polariseur de Bob :                                      | R                      | D                      | R                      | R                      | R          | D                      | D                      | D                      | R                      | D                      |
| Qubit associé par Bob :                                          | 0Q à 50 % ou 1Q à 50 % | 0Q à 50 % ou 1Q à 50 % | 0Q à 50 % ou 1Q à 50 % | 0Q à 50 % ou 1Q à 50 % | 1Q à 100 % | 0Q à 50 % ou 1Q à 50 % | 0Q à 50 % ou 1Q à 50 % | 0Q à 50 % ou 1Q à 50 % | 0Q à 50 % ou 1Q à 50 % | 0Q à 50 % ou 1Q à 50 % |
| Ratio des coïncidences entre les qubits de Bob et ceux d’Alice : | 50 %                   | 50 %                   | 50 %                   | 50 %                   | 100 %      | 50 %                   | 50 %                   | 50 %                   | 50 %                   | 50 %                   |

Ensuite, Bob va annoncer ses modes de polarisation et Alice va énumérer quels sont les photons pour lesquels les modes coïncident. Il est ici visible que s’ils prennent un échantillon de contrôle des qubits constitué par exemple des qubit 1, 2 et 10, alors la probabilité pour qu’au moins l’un des photons diffère est de {\displaystyle 1-\left({\frac {1}{2}}\right)^{3}={\frac {7}{8}}}. Il est évident que pour un échantillon de contrôle de N qubits, la probabilité sera de {\displaystyle 1-\left({\frac {1}{2}}\right)^{N}}. Cette probabilité tend vers 1, assurant donc une probabilité quasi-totale qu’un des qubits altérés par Eva soit repéré. Plus généralement, sur les photons dont les bases sont en coïncidence, il y a une chance sur deux qu’Eva choisisse le mode de polarisation qu’Alice n’a pas choisi (et donc force le photon) et une chance sur deux que le qubit associé par Bob soit différent de celui d’Alice. Il y a donc une chance sur quatre que le qubit de Bob d’un photon tiré au hasard et mesuré avec le même mode de polarisation pour Alice et Bob, mais pas pour Eva, ne soit pas le même que celui d’Alice. Ainsi, en supposant que des qubits de l’échantillon de contrôle différent l’on puisse en déduire que l’on a été espionné, alors pour N qubits de l’échantillon de contrôle, la probabilité de détecter l’altération d’Eva est celle de l’évènement contraire de celui de détecter tous les photons de la clef en coïncidence : {\displaystyle 1-\left({\frac {3}{4}}\right)^{N}}. Cette probabilité tend également vers 1 pour un grand nombre de qubits prélevés : la probabilité de détecter Eva est presque totale.

#### L'erreur en lien avec l'interaction avec l'environnement
Le deuxième évènement introduisant des erreurs est l’interaction avec des systèmes extérieurs et la non-fiabilité des instruments de mesure. En effet, les polariseurs peuvent absorber des photons, un photon avec un état → peut malgré tout sortir par le canal des photons dans un état ↑, la décohérence peut faire se fixer ou même se changer un photon dans un autre état durant le trajet, les détecteurs peuvent détecter des photons inexistants… On appelle cela le bruit. On peut le corriger, grâce à l’intrication, par exemple (c’est d’ailleurs ce sur quoi repose le protocole E91). On définit le QBER (Quantum Bit Error Rate) le taux de photons qui ont subi le phénomène de bruit. Un certain pourcentage a été établi : sur une sélection de photons faisant partie de la clef, on va comparer par un canal classique les valeurs de ces bits. Si le pourcentage est inférieur à celui fixé par le QBER, on garde alors la clef en excluant ceux qui ont servi au test de bruit. Sinon, on retransmet un nouveau jeu de photons pour une nouvelle clef.
Finalement, la clef ne sera constituée que des bits ne faisant pas partie des bits tests.
Aussi, les sources monophotoniques ne sont pas fiables : plusieurs photons peuvent être émis. De fait, certains peuvent être détournés sans que personne s’en aperçoive.
On a vu qu’une certaine partie de la clef était utilisée pour l’échantillon test et ensuite jetée. D’autres façons de faire ont alors été élaborées pour éviter un tel gaspillage : sur tous les qubits composant la clef, on compare la parité de la clef d’Alice et de Bob pour de multiples sous-ensembles de qubits de la clef, pour éliminer les erreurs de transmission. En clair, on compte le nombre de qubits valant 1. S’il est impair, la parité l’est aussi, et de même s’il est pair. Ainsi, ils doivent avoir la même parité. Cette méthode n’exclut pas aussi bien la possibilité d’un espionnage que la précédente, mais c’est souvent suffisant.